# Беспаловский (Волгоградская область)
Беспаловский — хутор в Урюпинском районе Волгоградской области России, административный центр Беспаловского сельского поселения.
Население — 528 (2010).

## История
Дата основания не установлена. Хутор входил в юрт станицы Михайловской Хопёрского округа Земли Войска Донского (с 1870 — Область Войска Донского). Согласно Списку населённых мест Земли Войска Донского в 1859 года на хуторе Безпалов проживало 160 мужчин и 185 женщин.
Большинство населения было неграмотным: согласно переписи населения 1897 года на хуторе Безпаловском проживало 285 мужчин и 326 женщин, из них грамотных мужчин — 125, грамотных женщин — 53. Согласно алфавитному списку населённых мест Области Войска Донского 1915 года на хуторе имелось хуторское правление, почтовое отделение, Тихоновская церковь, приходское училище, земельный надел хутора составлял 2098 десятин, в нём насчитывалось 82 двора, в которых проживали: 250 мужчин и 251 женщина.
С 1928 года — в составе Урюпинского района Хопёрского округа (упразднён в 1930 году) Нижне-Волжского края (с 1934 года — Сталинградского края). В 1929 году основана Беспаловская МТС.
В 1935 году Беспаловский сельсовет передан в состав Добринского района Сталинградского края (с 1936 года Сталинградской области, с 1954 по 1957 год район входил в состав Балашовской области). В 1957 году хутор электрифицирован. В 1963 году в связи с упразднением Добринского района Беспаловский вновь включен в состав Урюпинского района.

## География
Хутор находится в степной местности на западе Урюпинского района, в пределах Калачской возвышенности, являющейся частью Восточно-Европейской равнины в 200 км к югу от среднего значения климато- и ветро- разделяющей ось Воейкова, согласно Списку населенных мест Области войска Донского 1875 года при буераке Филимоновском. Рельеф местности холмисто-равнинный. Центр хутора расположен на высоте около 220 метров над уровнем моря. В районе хутора проходит водораздел бассейнов рек Пыховка, Паника и Топкая. Почвы — лугово-чрнозёмные.
Автомобильной дорогой с твёрдым покрытием хутор Беспаловский связан со станицей Добринка (28 км). По автомобильным дорогам расстояние до областного центра города Волгоград составляет 380 км, до районного центра города Урюпинск — 45 км.
Часовой пояс
Беспаловский, как и вся Волгоградская область, находится в часовой зоне МСК (московское время). Смещение применяемого времени относительно UTC составляет +3:00.

## Население
Динамика численности населения по годам:
| 1859 | 1873 | 1897 | 1915 | 1989 | 2002 |
| ---- | ---- | ---- | ---- | ---- | ---- |
| 345  | 367  | 611  | 501  | ≈590 | 555  |

| 2010 |
| ---- |
| 528  |